# Picotecnologia
El terme picotecnologia és un acrònim de picòmetre i tecnologia, destinat a ser paral·lel al terme nanotecnologia. És un hipotètic nivell futur de manipulació tecnològica de la matèria, a l'escala de bilions de metre o picoscal (10−12). Això és tres ordres de magnitud més petit que un nanòmetre (i, per tant, la majoria de la nanotecnologia ) i dos ordres de magnitud més petit que la majoria de transformacions i mesures químiques. La picotecnologia implicaria la manipulació de la matèria a nivell atòmic. Un altre desenvolupament hipotètic, la femtotecnologia, implicaria treballar amb la matèria a nivell subatòmic.

## Aplicacions
Picociència és un terme utilitzat per alguns futuristes per referir-se a l'estructuració de la matèria a una escala picomètrica real. Es va descriure que la picotecnologia implicava l'alteració de l'estructura i les propietats químiques dels àtoms individuals, normalment mitjançant la manipulació dels estats energètics dels electrons dins d'un àtom per produir estats metaestables (o estabilitzats d'una altra manera) amb propietats inusuals, produint alguna forma d'àtom exòtic. Les transformacions anàlogues que se sap que existeixen al món real són la química redox, que pot manipular els estats d'oxidació dels àtoms; excitació dels electrons a estats excitats metaestables com amb làsers i algunes formes d'absorció saturable; i la manipulació dels estats dels electrons excitats als àtoms de Rydberg per codificar la informació. Tanmateix, cap d'aquests processos produeix els tipus d'àtoms exòtics descrits pels futuristes.
Alternativament, alguns investigadors en nanotecnologia utilitzen la picotecnologia per referir-se a la fabricació d'estructures on els àtoms i els dispositius es col·loquen amb una precisió subnanomètrica. Això és important quan es desitja la interacció amb un sol àtom o molècula, a causa de la força de la interacció entre dos àtoms que estan molt propers. Per exemple, la força entre un àtom en una punta de sonda de microscopi de força atòmica i un àtom en una mostra que s'està estudiant varia exponencialment amb la distància de separació, i és sensible als canvis de posició de l'ordre de 50 a 100 picòmetres (a causa de l'exclusió de Pauli a abast curt i forces de van der Waals a llarg abast).

## En la cultura popular
La novel·la de ciència-ficció xinesa The Three-Body Problem presenta un punt argumental en què una civilització alienígena avançada impregna protons individuals amb poders de supercomputació i posteriorment manipula aquests protons mitjançant l'entrellat quàntic (el nom fictici d'aquests superordinadors de mida de protons és "sophons").